# Xestaspis parmata
Espèce
Synonymes
- Hytanis oblonga Simon, 1893
- Xestaspis bipeltis Thorell, 1895
- Gamasomorpha insularis Simon, 1907
- Opopaea lutzi Petrunkevitch, 1929
- Gamasomorpha madeirensis Wunderlich, 1987

Xestaspis parmata est une espèce d'araignées aranéomorphes de la famille des Oonopidae.

## Distribution
Cette espèce se rencontre en Birmanie et en Indonésie.
Elle a été introduite au Japon aux îles Ryūkyū, au Yémen, à l'île Maurice, aux Seychelles, en Guinée équatoriale à Bioko, à Sao Tomé-et-Principe, à Sainte-Hélène, au Cap-Vert, au Portugal à Madère, des États-Unis au Panama, aux Antilles, au Venezuela et au Brésil.

## Description
La femelle holotype mesure 2,5 mm.

## Systématique et taxinomie
Cette espèce a été décrite par Thorell en 1890. Elle est placée dans le genre Gamasomorpha par Simon en 1893 puis dans le genre Xestaspis par Brescovit, Bonaldo, Ott et Chavari en 2019.
Hytanis oblonga, Xestaspis bipeltis, Gamasomorpha insularis, Opopaea lutzi et Gamasomorpha madeirensis a été placée en synonymie par Brescovit, Bonaldo, Ott et Chavari en 2019.

## Publication originale
- Thorell, 1890 : « Studi sui ragni Malesi e Papuani. IV, 1. » Annali del Museo civico di storia naturale di Genova , vol. 28, p. 1-419 (texte intégral).